# Ecnomoctena sciobaphes
Ecnomoctena sciobaphes is een vlinder uit de familie van de slakrupsvlinders (Limacodidae). De wetenschappelijke naam van de soort is voor het eerst geldig gepubliceerd in 1941 door Alfred Jefferis Turner. De soort komt voor in Queensland (Australië).